# Ochropleura punjabensis
Ochropleura punjabensis är en fjärilsart som beskrevs av Embrik Strand 1916. Ochropleura punjabensis ingår i släktet Ochropleura och familjen nattflyn. Inga underarter finns listade i Catalogue of Life.